# Der zornige Buddha
Der zornige Buddha ist ein deutsch-österreichischer Kino-Dokumentarfilm von Stefan Ludwig aus dem Jahr 2016. Der Film dokumentiert die Arbeit der Ambedkar-Schule, einer buddhistischen Schule für Roma-Teenager im Osten Ungarns.

## Handlung
Der Lehrer und Roma-Aktivist János Orsós möchte in seiner Ambedkar-Schule Jugendliche aus Roma-Ghettos im Osten Ungarns zum Abitur führen. Die Schule befindet sich im Dorf Sajókaza im Verwaltungsbezirk Borsód.
Der Film beobachtet über drei Jahre hinweg die Lebenswege von fünf Schülerinnen und Schülern der Ambedkar-Schule, von denen ein Teil eine Perspektive für ein neues Leben bekommt, während andere scheitern. Ein weiteres Thema im Film sind die Anfeindungen, denen die Schulgründer János Orsós und Tibor Derdák von Rechtsextremisten ausgesetzt sind.
Seine Inspiration beziehen János Orsós und Tibor Derdák aus dem sozial engagierten Buddhismus des indischen Politikers Bhimrao Ramji Ambedkar. Dieser riet in den 1950er Jahren den indischen Unberührbaren (Dalits), zum Buddhismus zu konvertieren, um dem hinduistischen Kastensystem zu entkommen. Am Ende des Films reist János Orsós nach Indien, um sich neue Kraft zu holen.

## Produktion
Der in Wien ansässige deutsche Filmemacher Stefan Ludwig drehte den Film über einen Zeitraum von drei Jahren (2012–2014) und lernte in diesem Zeitraum ungarisch. Der Film wurde aus insgesamt 300 Stunden Material geschnitten.
Der zornige Buddha ist eine Koproduktion der deutschen Produktionsfirma Tellux und der österreichischen Metafilm. Finanziert wurde er durch das Österreichische Filminstitut, den ORF (FilmFernseh-Abkommen), das ZDF/Das kleine Fernsehspiel und den FilmFernsehFonds Bayern.
Der Film wurde 2016 in österreichischen, deutschen und auch in ungarischen Kinos gezeigt.
Heute arbeitet die Ambedkar-Schule nicht mehr im Dorf Sajókaza, sondern in der Stadt Miskolc.

## Auszeichnungen
- Die Deutsche Film- und Medienbewertung FBW in Wiesbaden verlieh dem Film das Prädikat „Besonders wertvoll“.[3]
- „Bester Dokumentarfilm“ beim Internationalen Fünf Seen Film Festival 2016[4]